# Gary Knight
Pour les articles homonymes, voir Knight.
Pas d'image ? Cliquez ici

a Compétitions nationales et continentales officielles uniquement.

b Matchs officiels uniquement.
Dernière mise à jour le 4 octobre 2018.
Gary Albert Knight, né le 26 août 1951 à Wellington, est un ancien joueur de rugby à XV néo-zélandais qui a joué 36 fois avec les All-Blacks  de 1977 à 1986. Il jouait pilier (1,87 m et 107 kg).
Gary Knight formait une première ligne très redoutable associé à John Ashworth et Andy Dalton. Il a rendu de fiers services à la province de Manawatu et aux All Blacks.

## Palmarès
- Nombre de tests avec les Blacks : 36
- Nombre total de match avec les Blacks : 66
- Tests par saison : 2 en 1977, 5 en 1978, 3 en 1979, 4 en 1980, 4 en 1981, 3 en 1982, 5 en 1983, 5 en 1984, 3 en 1985, 2 en 1986.